# El Progreso, Tecpatán
El Progreso är en ort i Mexiko.   Den ligger i kommunen Tecpatán och delstaten Chiapas, i den sydöstra delen av landet, 600 km öster om huvudstaden Mexico City. El Progreso ligger 125 meter över havet och antalet invånare är 780.
Terrängen runt El Progreso är huvudsakligen kuperad, men åt sydost är den platt. El Progreso ligger nere i en dal. Runt El Progreso är det ganska glesbefolkat, med 42 invånare per kvadratkilometer. Närmaste större samhälle är Raudales Malpaso, 6,2 km söder om El Progreso. I omgivningarna runt El Progreso växer huvudsakligen savannskog.